# Lepisiota obtusa
Lepisiota obtusa är en myrart som först beskrevs av Carlo Emery 1901.  Lepisiota obtusa ingår i släktet Lepisiota och familjen myror. Inga underarter finns listade i Catalogue of Life.